# Niña con melocotones
Niña con melocotones (en ruso: Девочка с персиками, romanizado: Devochka s persikami) es un cuadro del pintor ruso impresionista Valentín Serov considerado una de sus principales obras, aclamada como «obra maestra» del arte ruso por su biógrafo y amigo Ígor Grabar.

## Descripción
La niña de 12 años que posa es Vera Mamontova, hija del mecenas ruso Savva Mamontov. Se pintó en Abrámtsevo, una finca cerca de Moscú que gracias al escritor Serguéi Aksákov se había convertido en un importante centro cultural.
Mamontov la compró en 1870 y continuó con la tradición. Valentín Serov conocía a Vera desde bebé, ya que como otros artistas, frecuentaba la finca. La modelo, Vera Mamontova, también fue pintada por Viktor Vasnetsov en 'Chica con una rama de arce' (1896).
En 1887, el cuadro ganó el primer premio en una exposición moscovita de amantes del arte, y se hizo popular en 2016 de nuevo, al usarse para un meme de internet.